# 天主教拉日斯教区

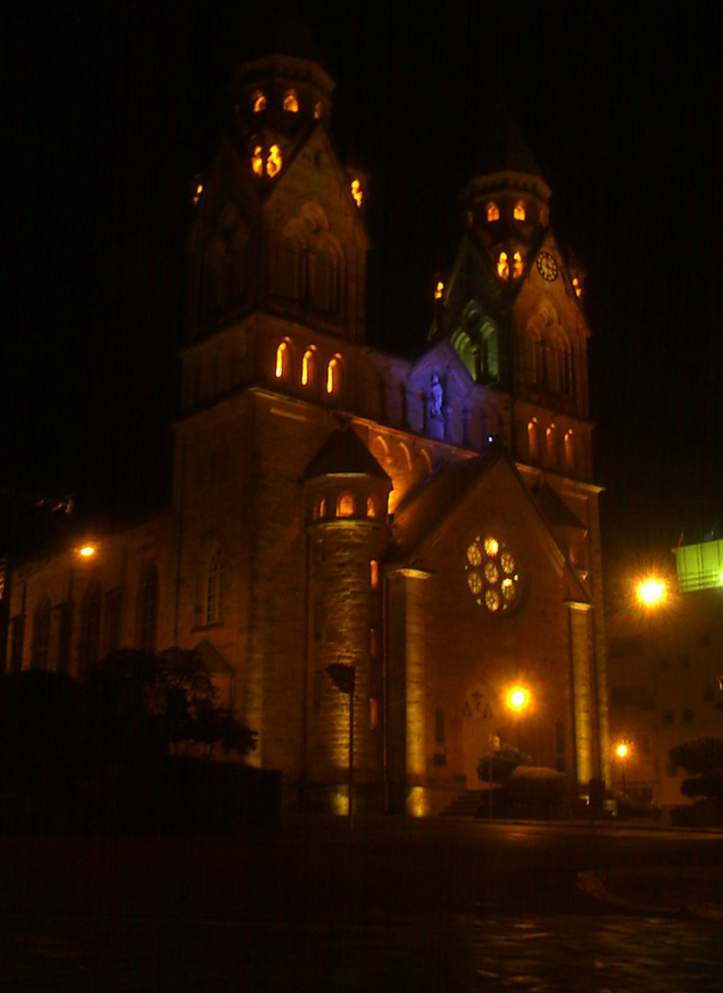
巴西圣卡塔琳娜州拉热斯市的教区大教堂。

天主教拉日斯教區（拉丁語：Dioecesis Lagensis），是巴西一個天主教教區，位於聖卡塔琳娜州中南部，包括十八個市。屬弗洛里亞諾波利斯總教區。
教區成立於1927年1月17日。2004年有教友290,000人，佔總人口85.7%。有廿三個堂區、司鐸五十二人。現任教區主教為伊林內烏·安德烈亞斯。